# Scintillithex glaucisparsa
Scintillithex là một chi bướm đêm thuộc họ Geometridae. Chi này chỉ gồm 1 loài duy nhất Scintillithex glaucisparsa